# Sieranevada
Sieranevada is een Roemeense film uit 2016, geschreven en geregisseerd door Cristi Puiu. De film ging op 12 mei in première op het filmfestival van Cannes in de competitie voor de Gouden Palm.

## Verhaal
Het is drie dagen na de terroristische aanval op Charlie Hebdo en veertig dagen na de dood van Lary’s vader. Lary, een veertigjarige en succesvol neuroloog woont een familiebijeenkomst bij waarbij de overledene herdacht zal worden. Maar deze gebeurtenis loopt niet zoals gepland. Door allerlei onverwachte gasten en openbaringen komen er enkele persoonlijke en politieke onenigheden tussen de familieleden naar boven. Al snel is de familie verdeeld in twee strijdende partijen.

## Rolverdeling
| Acteur            | Personage         |
| ----------------- | ----------------- |
| Mimi Branescu     | Lary              |
| Petra Kurtela     | Prietena lui Cami |
| Andi Vasluianu    | Mihăiță           |
| Bogdan Dumitrache | Relu              |

## Productie
De film werd geselecteerd als Roemeense inzending voor de beste niet-Engelstalige film voor de 89ste Oscaruitreiking.